# Аула (Тоскана)
Аула (итал. Aulla) - град у Италији, који се налази у региону Тоскана, под административном управом округа Маса Карара. 
По попису из 2004. имао је 10.456 становника, док је густина насељености износила - 172 људи / км ². Покрива површину од 59 км². 
Светац-заштитник града је Свети Капрасио. 
Поштански број је: 54011, а телефон код: 00187. 

## Становништво
Према резултатима пописа становништва 2011. у општини је живело 11.284 становника.
| 1931. | 1936. | 1951.  | 1961.  | 1971.  | 1981.  | 1991.  | 2001.  | 2011.  |
| ----- | ----- | ------ | ------ | ------ | ------ | ------ | ------ | ------ |
| 8.944 | 9.592 | 10.171 | 10.160 | 10.319 | 10.415 | 10.164 | 10.178 | 11.284 |

## Партнерски градови
- Villerupt